# スウィート・チルドレン
スウィート・チルドレン (Sweet Children)は、アメリカのロックバンド、グリーン・デイのEP（Extended Play）。1990年8月に発売され、バンドの3枚目のEP。後に「カープランク」にボーナス・トラックとして収録された。

## 収録曲
1. スウィート・チルドレン - "Sweet Children" - 1:41
2. ベスト・シング・イン・タウン - "Best Thing in Town" - 2:03
3. ストレンジランド - "Strangeland" - 2:08
4. マイ・ジェネレーション（ザ・フーのカヴァー) - "My Generation" - 2:19

## メンバー
- ビリー・ジョー・アームストロング - ボーカル、ギター
- マイク・ダーント - ベース、バッキングボーカル
- アル・ソブランテ - ドラムス

| スタブアイコン | サブスタブ | この項目は、まだ閲覧者の調べものの参照としては役立たない、アルバムに関連した書きかけの項目です。この項目を加筆・訂正などしてくださる協力者を求めています（P:音楽/PJ:アルバム）。 |